# 24 Heures de Spa 2010
Navigation
Édition précédente Édition suivante
Les 24 Heures de Spa 2010 (2010 Total 24 Hours of Spa), disputées les 31 juillet 2010 et 1er août 2010 sur le Circuit de Spa-Francorchamps, sont la soixante-deuxième édition de cette épreuve.

## Course

### Classement de la course
Les voitures ne parcourant pas 70% de la distance du gagnant sont non classées (NC).